# 我的完美男人
《我的完美男人》（英語：Who's The One），為2011年台灣偶像劇，是台視首部自製週五優質戲劇，獲臺中市政府2009年度影視補助暨新聞局高畫質輔導金補助。由楊一展、天心、楊千霈與路斯明主演。於2010年8月23日舉行開鏡儀式，同年12月15日殺青，全劇共13集。2011年4月22日起於台視首播。

## 概要
頂尖美容整形醫師沈若薇（天心 飾），為了幫助言鐵男（楊一展 飾）追回落跑新娘，不惜用盡心力協助言鐵男變身型男的時尚愛情喜劇。

## 播出時間

### 首播
| 頻道                             | 所在地 | 播放日期      | 播放時間          |
| -------------------------------- | ------ | ------------- | ----------------- |
| 台視主頻 （數位訊號同步播出）    | 臺灣   | 2011年4月22日 | 每週五22:00       |
| 年代MUCH台                       | 臺灣   | 2011年4月30日 | 每週六22:00       |
| 星和都會台                       | 新加坡 | 2011年7月6日  | 每週一至週五22:00 |
| HiHD頻道                         | 臺灣   | 2011年9月1日  | 每週一至週五22:00 |
| 寰宇HD綜合台 （中華電信MOD播出） | 臺灣   | 2012年12月8日 | 每週六至週日19:00 |
| TVBS歡樂台                       | 臺灣   | 2015年1月14日 | 每週一至週四20:00 |

## 主要角色
| 演員   | 角色   | 介紹 | 登場     |
| 天心   | 沈若薇 | 11月11日生。愛美的美女整形醫生，是個典型的「三高」女，工作滿檔，沒時間度假，因父母忙於工作，家庭關係相當疏離，外表精明強悍，其實是個十足的魚干女。在第1集時，收到一封律師信，信中說有一棟莊園要給她繼承，所以，她有一天的休息去看看。在第2集時，遇到國中同學言鐵男被未婚妻逃婚，並且被困在山中。在第3集時，總算排除萬難，趕回診所，但所有客戶都被搶走了。在第4集時，為了幫助言鐵男，追回倩倩，進行了完美男人改造計劃。在第5集時，帶鐵男參加甄選會。在第8集時，若薇為了幫鐵男拿到橙花素的供應權，陪他來到華倫泰花園。在第13集時，Daisy以完美男人改造計劃為由，逼若薇自己離職。 | 全劇     |
| 楊一展 | 言鐵男 | 9月11日生。Bryan，萌芳蘭園的負責人，是一個大胖子。在第2集時，未婚妻倩倩逃婚。在第3集時，倩倩說他是一個大胖子，所以討厭他。在第4集時，要沈若薇幫忙，於是參與了若薇的完美男人改造計劃。在第5集時，若薇帶他參加維納斯的甄選會。在第6集時，相親的機會了解女人的想法。在第7集時，成為維納斯集團企劃部實習生。在幫倩倩時，才了解倩倩在公司經歷的痛苦。在第11集時，與倩倩一起回吳美村。在第13集時，最後，放下一切，回到吳美村，卻發現若薇躲在這裡。 | 全劇     |
| 楊千霈 | 潘倩倩 | 3月9日生。Karen，吳美村的第一美女，個性溫馴善良，總是遵循著別人的意見而活，直到她決定為自己做選擇，尋找自己真正的完美男人，日子開始變得不同以往。在第2集時，逃婚。在第3集時，告訴言鐵男討厭他。卻暗戀上總經理。在第4集時，成為總經理特助。在第5集時，舉辦男性保養品甄選會。在第11集時，與鐵男一起回吳美村。在第13集時，自己申請調往美國分公司。 | 全劇     |
| 路斯明 | 楊凱中 | 5月8日生。Melvin，維納斯化妝品集團小開，個性細膩又擅於謀略，在競爭萬分的城市叢林總能克敵制勝，然而如此具備完美男人條件的他，卻深怕自己洩漏岀小時的懦弱本性，只得無時無刻繃緊神經。在第5集時，對倩倩坦誠喜歡沈若薇。在第7集時，與Bryan約定，他幫他追Karen，而他則幫他追若薇。在第13集時，最後，凱中帶著倩倩一起到美國分公司打拼。 | 第2-13集 |

### 其他角色
| 演員   | 角色     | 介紹 | 登場                 |
| 周曉涵 | 阿追     | 言鐵男之好友，在第13集時，嫁給牛建人為妻。 | 第1-3,13集           |
| 琇琴   | Peggy    | 超完美整形診所資深護理長，跟若薇是無所不談的好朋友。在第4集時，替若薇注意Daisy的下班時間，好讓若薇帶鐵男來診所進行手術。 | 第1-4,6,8-12集       |
| 湘瑩   | Linda    | 維納斯集團企劃部員工，有企劃部冰山美人之稱。 | 第2-3,9-10,12集      |
| 劉真   | 李黛西   | Daisy，若薇醫學院的同學，畢業後到美國深造，回國後因緣際會地也進入超完美整形診所，和若薇又成了同事。幫許多好萊塢大明星整形過。在第3集時，憑著自己的名氣，一口氣搶走若薇所有客戶。在第4集時，聽若薇說有一位男性要進行全身改造計劃，向若薇和Peggy打聽是哪位男性，甚至要求合作，不過被否絕了。在第6集時，與若薇進行一場比賽，最後由若薇以些微差距獲勝。在第9集時，她對一位黑道大姐整形，結果她對拉皮結果不滿意，跑來診所大吵。在第13集時，利用若薇完美男人整形計劃，逼若薇離職。 | 第3-4,6-8,10,12-13集 |
| 聶雲   | 趙大軍   | 超完美整形診所院長 | 第3-4,6-10,12集      |
| 范筱梵 | 費娜     | 若薇知心好友 | 第1,5,7,9-10集       |
| 高群   | 潘村長   | | 第1-3,11,13集        |
| 葉民志 | 郭部長   | 維納斯化妝品集團企畫部部長。 | 第2-4,7,9-13集       |
| 郭世倫 | Tony     | 維納斯集團企劃部員工。 | 第2-3,7,9-10,12集    |
| 地球   | John     | 維納斯集團企劃部員工。 | 第2-3,7,9-10,12集    |
| 安迪   | 牛屎伯   | | 第1-3,13集           |
| 唐國忠 | 牛建人   | 牛屎伯的兒子 | 第1-3,13集           |
| 吳承鳳 | 馬幸牧師 | | 第1,3-4,13集         |
| Owen   | 大星     | 6歳，馬幸牧師收養的孤兒 | 第2-4,13集           |
| 林均嶧 | 雅夫     | 5歳，馬幸牧師收養的孤兒 | 第2-4,13集           |
| 阿寶   | 貞子     | 4歲，馬幸牧師收養的孤兒 | 第2-4,13集           |

### 客串演出
| 演員   | 角色               | 介紹 | 登場                  |
| 那維勳 | 詹醫師             | 超完美整形診所首席醫師，卻常因手術不夠精確，讓若薇必須不斷收拾他的爛攤子 | 第1集                 |
| 許安安 | Speed Dating主持人 | | 第1,6集               |
| 鄭凱中 | Michael            | 33歳，銀行高級理財專員，年收入400萬元。在Speed Dating速配約會中，與若薇相親的超自大、多金男。半年後，在餐廳巧遇若薇，本來滿是信心挑釁，結果殺出鐵男英雄救美，反倒落荒而逃。 | 第1,5集               |
| 馬幼興 | 酒會來賓           | 在酒會上與若薇的「完美男人」定義槓上，反被若薇將上一軍 | 第1集                 |
| 唐志玲 | 李金               | 若薇的姑婆，死後將位於吳美村的莊園送給若薇 | 第1,2集(照片客串)     |
|        | 吳姊               | 幫助逃婚翹家的倩倩離開，找到維納斯集團的工作 | 第1-2集               |
| 鍾少棟 | 牛建國             | 牛屎伯的二兒子、建人的弟弟，到維納斯集團拜訪客戶時，巧遇逃婚翹家的倩倩 | 第2-3集               |
| 碰碰   | 鍾馗哥             | 吳美村當家村狗，能分辨好人、壞人，因若薇有協助倩倩逃婚的嫌疑，而被村民請出測謊，超強靈性懂人話。                                                                            | 第1,3集               |
| 吳彦諠 | 言鐵男(國中時期)   | 凱中的麻吉，意外救下被欺負的若薇，而成為若薇心目中的英雄 | 第1-3,5-8集           |
| 許瓊云 | 沈若薇(國中時期)   | 瘦小的眼鏡女，常被學校同學欺負，被鐵男搭救後，視鐵男為夢中情人，曾經短暫交往，直到某日鐵男不告而別                                                                          | 第1-3,5,13集          |
| 安藤   | 凱中(國中時期)     | 鐵男的麻吉，個性軟弱，喜歡若薇卻不敢開口，在鐵男轉學搬家後，私藏鐵男的告別信，造成若薇多年來的不諒解                                                                        | 第1,3,5,13集          |
| 傅雷   | 鐵男父親           | 在鐵男國中時期，因與妻子的嚴重爭吵，而導致妻兒離家，與鐵男關係一直處於緊繃狀態                                                                                              | 第3-4,13集            |
|        | 萌芳               | 鐵男母親，在鐵男國中時期，因懷疑丈夫外遇，兩人大吵，憤而帶著鐵男離家出走，後來定居於吳美村                                                                                  | 第3集                 |
| 潘麗麗 | 鐵男繼母           | 鐵男父親再婚的對象，相當疼愛鐵男，然而鐵男與父親的爭執，常讓她左右為難 | 第2集(聲音客串),第4集 |
|        | 言志文             | 言鐵男同父異母的弟弟，備受父親喜愛 | 第4集                 |
|        | Tina               | 志文的女友 | 第4集                 |
| 小馬   | Peter              | 維納斯化妝品模特兒甄選會的評審，維納斯化妝品御用的大牌攝影師 | 第5,9集               |
| 管謹宗 | 李董事長           | 顱顏基金會董事長，跟Melvin熟識 | 第5集                 |
| 米七偶 | 調酒師             | Melvin失意到酒吧買醉，默默聽著Melvin發牢騷 | 第6集                 |
| 向語潔 | 相親女             | 電腦公司老闆，事業女強人、愛情失意女，Speed Dating上與鐵男落寞對談，反倒被鐵男貼心開解                                                                                      | 第6集                 |
| 天心   | 畢馬龍             | 古希臘國王，是個寂寞的雕刻家，雕塑著心目中的完美女人 | 第6集花絮             |
| 天心   | 若薇公主           | 古希臘國王的姪女，趁著叔叔不注意，擅自將塑像雕成自己的完美男人，並向維納斯女神祈禱雕塑變成真人。                                                                            | 第6集花絮             |
| 花太郎 | 完美男人雕像       | 若薇公主打造的完美男人雕像，在維納斯女神的神力下變成真人。 | 第6集花絮             |
| 李國超 | 盧先生             | 有機橙花素的原料代理商，維納斯集團重要客戶之一，對倩倩伸鹹豬手，被鐵男制止，惱羞成怒終止合約                                                                                | 第7集                 |
| 吳佳珊 | 維納斯集團董事長   | Elizabeth，凱中之母，喜愛園藝，巧遇曬文件的鐵男，解決蘭花枯萎問題，被鐵男誤認為種花歐巴桑                                                                                   | 第7,13集              |
| 郭鐵人 | 施富               | 華倫泰花園員工，華倫泰的徒弟 | 第8-9集               |
| 羅北安 | 華倫泰             | 華倫泰花園董事長，七年前曾與維納斯集團合作，不明原因片面違約。 | 第8-9集               |
|        | 淑芬               | 華倫泰的妻子，丈夫沉迷園藝，備受冷落的她因而離開華倫泰 | 第9集                 |
| 姚黛瑋 | 黑道大姐頭         | 接受Daisy整形，卻對拉皮效果非常不滿意，到診所大鬧 | 第9集                 |

## 電視劇歌曲
| 曲別   | 歌名             | 演唱者         | 作詞           | 作曲           |
| 片頭曲 | 完美男人         | COLOR BAND     | 可樂（COLOR）  | 可樂（COLOR）  |
| 片尾曲 | 淚光閃爍         | F.I.R.飛兒樂團 | 謝宥慧、陳建寧 | 陳建寧、郭偉聰 |
| 插曲   | 我沒有你要的快樂 | COLOR BAND     | 可樂（COLOR）  | 可樂（COLOR）  |
| 插曲   | 黃金衝浪板       | COLOR BAND     | 林尚德         | 小剛（COLOR）  |
| 插曲   | 青春亂蓋         | COLOR BAND     | COLOR、林尚德  | 林尚德         |
| 插曲   | 勇氣             | 梁靜茹         | 瑞業           | 光良           |
| 插曲   | 遇見愛           | 解偉苓         | 呂至傑         | 呂至傑         |
| 插曲   | 長路             | 陳思函         | 胡大數、陳思函 | 陳思函         |

## 重要場景
- 桃園縣
  - 復興鄉 基國派教堂
- 苗栗縣
  - 卓蘭鎮 花自在民宿餐廳（華倫泰花園）
  - 大湖鄉 花時間民宿餐廳
- 臺中市
  - 西屯區 臺中商旅
  - 南屯區 林新醫院
  - 新社區 風林谷（萌芳蘭園）
  - 后里區 月眉育樂世界主題樂園
  - 后里區 萌芳花卉農場（華倫泰的蘭花園）
  - 西屯區台灣大道市政大樓
  - 西屯區夏綠地公園
  - 新社區千樺餐廳
  - 新社區新社古堡

此外，臺中市政府也給予該片150萬元輔導金及拍攝支援。

## 收視率
| 播映日期      | 集數     | 標題                         | 平均收視 | 收視排名 | 備註                       |
| ------------- | -------- | ---------------------------- | -------- | -------- | -------------------------- |
| 2011年4月22日 | 1        | 你，不是我的完美男人！       | 1.77     | 2        |                            |
| 2011年4月29日 | 2        | 不愛你，可以有各種理由。     | 1.53     | 2        |                            |
| 2011年5月6日  | 3        | 也許我們只是沒有緣份         | 1.31     | 2        |                            |
| 2011年5月13日 | 4        | 我現在只能依靠妳了           | 1.45     | 2        |                            |
| 2011年5月20日 | 5        | 我的改變，又改變了什麼？     | 1.65     | 2        |                            |
| 2011年5月27日 | 6        | 妳需要有個男人讓你笑。       | 1.79     | 2        | 幕後花絮播出首集刪除的序場 |
| 2011年6月3日  | 7        | 你們一定偷偷結婚了！         | 1.76     | 2        |                            |
| 2011年6月10日 | 8        | 再重要也沒有你重要           | 1.54     | 2        |                            |
| 2011年6月17日 | 9        | 都是戒指惹的禍               | 1.92     | 2        |                            |
| 2011年6月24日 | 10       | 男人在氣勢上絕對不能輸       | 1.77     | 2        |                            |
| 2011年7月1日  | 11       | 給我一個徹底死心的機會吧！   | 1.79     | 2        |                            |
| 2011年7月8日  | 12       | 想要離的更遠，卻又靠的更近。 | 1.71     | 2        |                            |
| 2011年7月15日 | 13       | 認識你，是我這一生最好的事。 | 2.15     | 2        | 完結篇                     |
| 平均收視      | 平均收視 | 平均收視                     | 1.70     | -        | -                          |

- 同時段節目：民視《新兵日記／新兵日記之特戰英雄》、中視《太陽花／康熙來了／藍海1加1／怪俠眼鏡蛇COBRA》、華視《正典快樂有go正／華視夜間新聞／美食向錢衝／拜金女王》
- 由AC尼尔森調查，調查範圍是四歲以上收看電視之觀眾。

## 製作團隊
- 製作人：李立國、潘逸群
- 監製：劉麗惠
- 編劇：潘逸群、謝定瑜、徐玉樺
- 導演：王傳宗、游堅煜
- 製作公司：臺灣電視公司
- 贊助單位：臺中市政府

- 統籌：謝欣恬
- 演員製片：蔡適韓
- 視覺設計：王盛泰、石凱中、王純良、李云
- 剪輯：朱淑玫、周育哲
- 副導演：李景容、王文茜
- 場記：陳光陽
- 行政：李維欣
- 外聯製片：李協諭
- 執行製作：刑嘯威、張志平
- 製作助理：陳銘辰
- 攝影師：陳振德、胡午正
- 攝影助理：江靜明、周承霖、白杰立、曾彥傑
- 現場收音：曹志程
- 燈光師：莊弘裕、謝建發
- 燈光助理：鄭名祥、宋重穎、厲士豪、杭志遠
- 美術指導：高志龍
- 美術助理：林信輝
- 道具：洪獻輝、田興華
- 服裝造型：陳睦淳
- 服裝管理：侯智葆、劉美瑛
- 梳化妝：郭貞佑、洪珮馨、陳靖綸、張佩雯
- 特殊化妝：魔人社楊崇法
- 花絮：胡明琦、曹智瑋
- 音效：金鼎錄音、聲動錄音有限公司
- 音樂提供：無限延伸音樂事業有限公司

## 獲獎與提名

### 第46屆電視金鐘獎
| 年份   | 獲提名 | 獎項             | 結果 |
| ------ | ------ | ---------------- | ---- |
| 2011年 | 天心   | 戲劇節目女主角獎 | 獲獎 |

## 作品的變遷
| 臺灣 台視主頻 周五優質戲劇 | 臺灣 台視主頻 周五優質戲劇                    | 臺灣 台視主頻 周五優質戲劇 |
| -------------------------- | --------------------------------------------- | -------------------------- |
|                            | 我的完美男人 （2011年4月22日－2011年7月15日） |                            |
| 新設戲劇線                 | 下一站，幸福（重播）                          |                            |

| 臺灣 年代MUCH台 每週六 22:00 - 23:30 | 臺灣 年代MUCH台 每週六 22:00 - 23:30          | 臺灣 年代MUCH台 每週六 22:00 - 23:30 |
| ------------------------------------ | --------------------------------------------- | ------------------------------------ |
|                                      | 我的完美男人 （2011年4月30日－2011年7月23日） |                                      |
| 今晚誰當家                           | 今晚誰當家                                    |                                      |

| 臺灣 HiHD頻道 每週一至週五 22:00 - 23:00           | 臺灣 HiHD頻道 每週一至週五 22:00 - 23:00     | 臺灣 HiHD頻道 每週一至週五 22:00 - 23:00 |
| -------------------------------------------------- | -------------------------------------------- | ---------------------------------------- |
|                                                    | 我的完美男人 （2011年9月1日－2011年9月28日） |                                          |
| 國民英雄Channel X （2011年7月21日－2011年8月31日） | 單數絕配 （2011年9月29日－2011年10月28日）   |                                          |

| 新加坡 星和都會台 每週一至週五 22:00 - 23:00 | 新加坡 星和都會台 每週一至週五 22:00 - 23:00 | 新加坡 星和都會台 每週一至週五 22:00 - 23:00 |
| -------------------------------------------- | -------------------------------------------- | -------------------------------------------- |
|                                              | 我的完美男人 （2011年7月6日－2011年8月2日）  |                                              |
| 垂涎之島 （2011年6月7日－2011年7月5日）      | 鐵漢校長 （2011年8月3日－2011年8月31日）     |                                              |

| 臺灣 TVBS歡樂台 每週一至週四 20:00 - 21:00 | 臺灣 TVBS歡樂台 每週一至週四 20:00 - 21:00    | 臺灣 TVBS歡樂台 每週一至週四 20:00 - 21:00 |
| ------------------------------------------ | --------------------------------------------- | ------------------------------------------ |
|                                            | 我的完美男人 （2015年1月14日－2015年2月17日） |                                            |
| A咖的路（重播）                            | 愛的生存之道 （2015年2月18日－2015年3月24日)  |                                            |

## 腳註
1. ↑  林淑娟. . 中時電子報. 2010-08-13  [2011-02-14]. （原始内容存档于2011-05-06） （中文（臺灣））.
2. ↑  . 市政新聞. 臺中市政府•全球資訊網. 2010-08-23  [2011-02-14].[永久]
3. 1 2  中央社. . 中時電子報. 2010-12-29  [2011-02-14]. （原始内容存档于2011-02-14） （中文（臺灣））.
4. ↑  新開闢戲劇線，前身為台視與三立策略聯盟製播的戲劇線「三立週五優質戲劇」，此前上一節目為電視劇《犀利人妻》，播出期間自2010年11月5日起至2011年4月15日止。

## 相關連結
- 官方网站－台視（繁體中文）
- 我的完美男人的Facebook專頁